# Anomalostomyia namibica
Anomalostomyia namibica là một loài ruồi trong họ Tachinidae.